# Banca Carige
Banca Carige - Cassa di Risparmio di Genova e Imperia è stata una banca italiana con sede a Genova.
Dal 3 giugno 2022 è entrata a far parte del gruppo BPER Banca.
La banca dal 2 gennaio 2019 è sospesa dalle negoziazioni alla Borsa Italiana dove è presente dal 17 gennaio 1995. Ritorna in Borsa il 27 luglio 2021 perdendo nella prima seduta il 58%. A seguito dell'acquisizione da parte di BPER Banca, il titolo viene delistato dal 20 settembre 2022.
La banca cessa le sue attività a seguito della fusione per incorporazione in BPER Banca il 28 novembre 2022.

## Storia

Il palazzo della Carige nel 1985

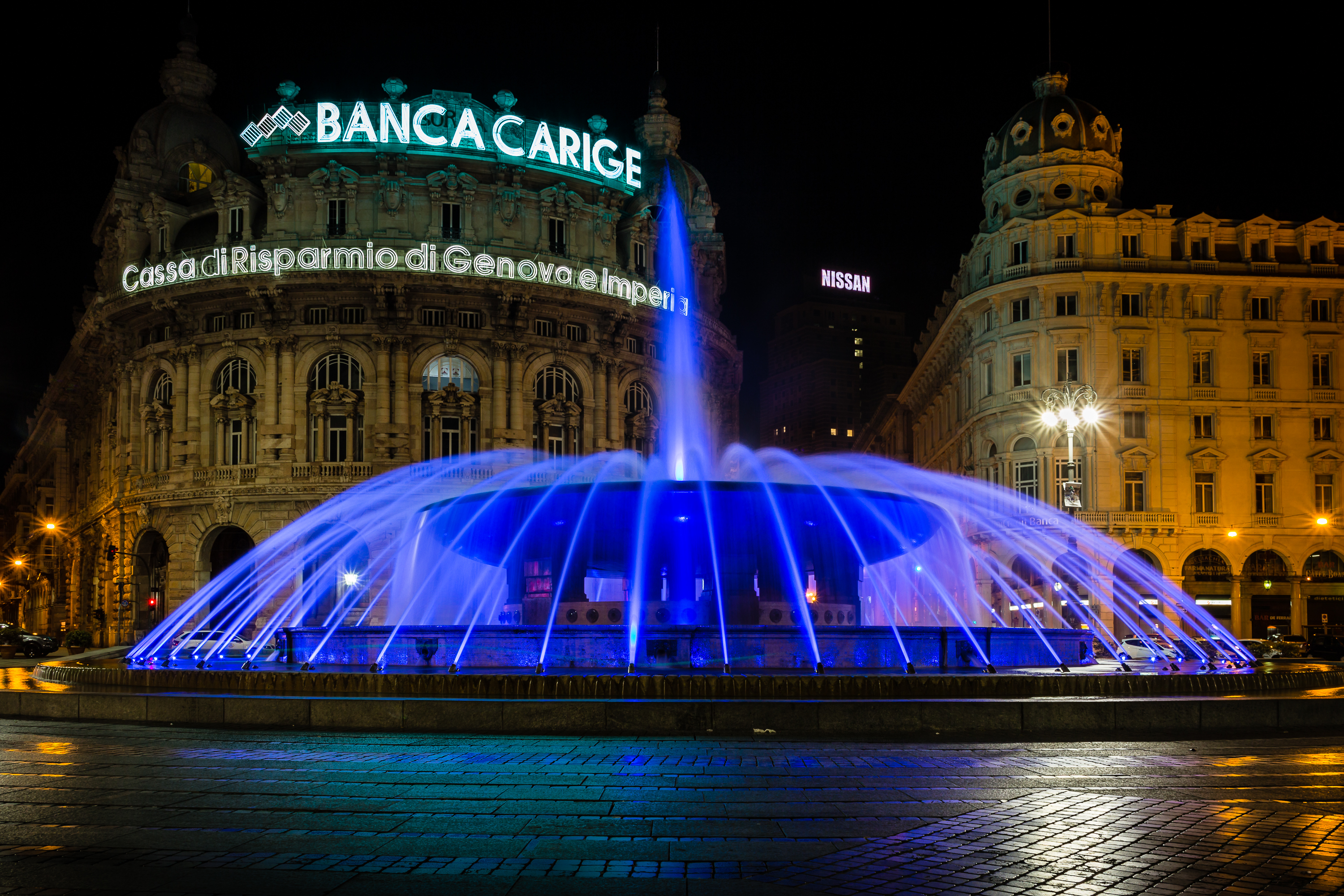
Le insegne della banca sul Palazzo della Borsa di Genova, alle spalle della fontana in Piazza De Ferrari.

Nel 1483 su iniziativa di fra' Angelo da Chivasso venne istituito il Monte di Pietà di Genova: queste origini medievali fanno di Carige una tra le banche più antiche al mondo.
Nel 1846 con decreto di Carlo Alberto fu fondata la Cassa di risparmio di Genova, che assorbì il Monte di Pietà.
L'espansione delle attività nel Ponente Ligure portò nel 1967 alla modifica della ragione sociale in Cassa di risparmio di Genova e Imperia.
Nel 1991, per effetto della legge Amato, l'attività senza fine di lucro venne separata da quella bancaria, dando origine rispettivamente alla Fondazione Carige, con sede in Palazzo Doria Carcassi in Via David Chiossone, e Banca Carige S.p.A.

### L'era Berneschi
Nel 2000 venne nominato amministratore delegato Giovanni Berneschi. Berneschi, diplomato in ragioneria, era stato assunto dalla banca nel 1957. Nel 1979 era diventato condirettore generale e successivamente direttore generale. Il nuovo amministratore delegato avviava un forte piano di espansione dell'istituto acquistando sportelli bancari ed entrando nel mondo delle assicurazioni. Il presidente di Carige, il prof. Fausto Cuocolo criticò alcuni aspetti della gestione della Banca (in particolare, nelle citate attività sulle assicurazioni) e per questo rifiutò l'approvazione al bilancio Carige 2002: per questa ragione rimase isolato nel Consiglio di Amministrazione, che si dimise in blocco ed infine decretò l'espulsione di Cuocolo nel 2003. Nel 2003, dopo avere già acquisito il controllo della Cassa di Risparmio di Savona, Berneschi diventa presidente con Alessandro Scajola, ex sindaco di Imperia, ex deputato della DC e fratello di Claudio, parlamentare e ministro del PDL. Venne rilevata la Cassa di Risparmio di Carrara, la Banca del Monte di Lucca, la Banca Cesare Ponti di Milano. La Banca acquistò anche, ad un prezzo che si rivelerà troppo alto, sportelli bancari da UniCredit, Intesa e Mps dismessi in seguito alle fusioni (in totale 353 agenzie fuori dalla Liguria che si assommano ai 324 sportelli liguri), e rileva per 740 milioni le compagnie di assicurazione Levante Norditalia (nata nel 1998 dalla fusione delle due) e La Basilese che diventeranno Carige Assicurazioni e Carige Vita.
Per sostenere questo piano Berneschi chiede nel 2008 ai soci 950 milioni di euro dopo avere appoggiato due anni prima Unipol e la Popolare di Lodi nella scalata ad Antonveneta. Sei mesi dopo l'aumento di capitale la crescita impetuosa della banca è frenata dalla bufera finanziaria che esplode a New York con la crisi dei subprime e il fallimento della Lehman Brothers. La crisi si fa sentire, Berneschi nomina nel maggio 2010 direttore generale della banca il suo "delfino", Ennio La Monica, e si trova anche a dover fronteggiare per la prima volta una forte opposizione interna: l'industriale Flavio Repetto, dal 2007 presidente della Fondazione Carige che controlla la banca con il 47% del capitale ed è stato fino ad allora un suo sostenitore, contesta la strategia adottata sulle compagnie assicurative.
Per far fronte alla crisi viene prima studiato il piano per creare con la Cassa di Risparmio di Torino (Carito), la banca del Nord-Ovest. Poi, in seguito al suggerimento della Banca d'Italia al termine di un'ispezione iniziata nel 2012 e durata nove mesi, di effettuare un aumento di capitale di 800 milioni dopo avere constatato l'esistenza di crediti facili concessi da Berneschi a famiglie amiche, viene proposta una soluzione alternativa: la nascita di Carige Italia in cui far confluire gli sportelli fuori dalla Liguria in modo da generare più di 700 milioni di vantaggi fiscali da portare a patrimonio. Ma il progetto naufraga di fronte ai conti diversi effettuati dalla Consob. Nell'ottobre 2013 la Fondazione Carige fa approvare il nuovo vertice della banca dopo la richiesta della Banca d'Italia di rinnovare il vertice bancario: presidente Cesare Castelbarco Albani, AD Piero Luigi Montani che arriva da BPM. Alla fine del 2014 viene deliberato un aumento di capitale di 800 milioni dal momento che l'istituto non ha superato gli stress test europei della Bce.

### L'era Malacalza
Nel 2015 finisce l'era della Fondazione Carige costretta a diluire la sua partecipazione superiore al 40% in quanto non riesce a far fronte ai debiti della banca. Così in marzo entra come nuovo azionista nell'istituto di credito Vittorio Malacalza che rileva con la sua holding, controllata con il 48% dai figli Davide e Mattia, il 10,5% del capitale con un investimento di 66 milioni. Una ventina di giorni più tardi sale al 14,9% per arrivare poi al 17,8% in seguito alla sottoscrizione all'aumento di capitale di 800 milioni di euro. In poco tempo la famiglia Malacalza, che ha un "tesoretto" grazie all'uscita dalla partecipazione detenuta nella Camfin-Pirelli, investe nella banca più di 263 milioni. In seguito subirà una minusvalenza pari all'87%.
Nella primavera del 2016 Malacalza sfiducia i vertici della banca (Castelbarco e Montani) per le scelte attuate nel settore assicurativo e sostiene le nomine dell'ex presidente della Corte costituzionale Giuseppe Tesauro nel ruolo di presidente e di Giuliano Bastianini (ex Banca Profilo) in quello di amministratore delegato. Vittorio Malacalza, il maggior azionista della banca, diventa vicepresidente. Nel dicembre 2016 Bastianini assume come responsabile della finanza un ex Mps, Arturo Betunio, quasi contemporaneamente i rapporti tra Bastianini e Malacalza si deteriorano (temi caldi: conversione in azioni di un bond di 160 milioni nell'ambito di un aumento di capitale di 450 milioni e il prezzo di vendita di 2,4 miliardi di crediti deteriorati da mettere in una società-veicolo) e nel maggio 2017 l'amministratore delegato viene sfiduciato. Al suo posto è nominato Paolo Fiorentino.

#### Lo scontro dell'estate 2018
Nel giugno 2018 si dimettono dal consiglio di amministrazione il presidente Giuseppe Tesauro e il consigliere Stefano Lunardi, entrambi in opposizione all'amministratore delegato Paolo Fiorentino il quale vola a Francoforte per fare il punto della situazione con la BCE. Nelle lettere di dimissioni Lunardi contesta il metodo di risanamento troppo spinto sulla vendita degli asset, Tesauro critica invece le spese sulle consulenze. Fiorentino è tornato a Genova con l'invito della Bce a proseguire nel risanamento e ha anche l'appoggio del governatore della Regione Liguria, Toti.
Vittorio Malacalza, il singolo maggiore azionista con la società Malacalza Investimenti (ha il 20,7% con l'autorizzazione della Bce a salire sino al 28%) che in passato ha espresso molte perplessità sulla guida Fiorentino, è nominato presidente ad interim. Intanto, Raffaele Mincione - amministratore di un gruppo di fondi i quali complessivamente erano arrivati a detenere poco più del 5% del capitale sociale ed erano così diventati il terzo azionista della banca, alle spalle della Società finanziaria di Gabriele Volpi, che deteneva il 9% - chiedeva di essere rappresentato nel consiglio di amministrazione. In luglio altro addio: si dimette anche Francesca Balzani. contestando in particolare la probabile cessione della partecipazione Carige in Autofiori A metà luglio ufficializza le sue dimissioni anche Malacalza (negli anni ha investito nella banca 376,5 milioni e si ritrova con una minusvalenza di quasi 290) con una lettera velenosa nei confronti di Fiorentino.
Ad agosto con la rinuncia di Ilaria Queirolo, Lucia Venuti e Massimo Pezzolo, il quale ha motivato la propria decisione spiegando che il suo mandato si è "esaurito " con l'approvazione della semestrale al 30 giugno 2018 e la convocazione dell'assemblea ordinaria degli azionisti, nonché con l'approvazione della risposta alla lettera della Bce del 20 luglio., tutti e tre sempre espressi da Malacalza. Nel frattempo viene eletto presidente Giulio Gallazzi
Il 23 agosto con le dimissioni "irrevocabili dalla carica con effetto immediato, motivandole alla luce della ritenuta opportunità, dopo due lunghi anni in cui sono state affrontate situazioni difficili, nella speranza di riuscire a risanare e rilanciare la banca, di rimettere il proprio mandato di modo che la totalità dei soci non abbia alcun ostacolo nel definire nei termini che saranno ritenuti più opportuni il futuro", di Giuseppe Pericu, anche lui indicato da Malacalza, decade l'intero cda visto che le dimissioni dei consiglieri salgono a otto su un totale di quindici. In attesa del rinnovo il cda è restato in carica solo per l'ordinaria amministrazione.

#### L'arrivo di Modiano e Innocenzi
Il 20 settembre 2018, quando si è tenuta l'assemblea straordinaria, Pietro Modiano diventa il nuovo presidente e Fabio Innocenzi l'amministratore delegato: si tratta di una coppia storica dell'UniCredit anni duemila sotto la guida di Alessandro Profumo. La lista proposta dall'azionista di maggioranza Vittorio Malacalza, salito nel frattempo al 29%, ha avuto la maggioranza assoluta dell'assemblea (52,58%) ottenendo sette consiglieri, mentre quella di Raffaele Mincione-Giuseppe Volpi-Aldo Spinelli, che sosteneva l'amministratore delegato uscente Paolo Fiorentino (nominato poco più di un anno fa da Malacalza col quale poi è entrato in rotta di collisione), con il 34,77% ne ottiene tre e quella di Assogestioni con il 12,65% uno.
Modiano e Innocenzi (insieme a Lucrezia Reichlin, nominata vicepresidente dopo avere lavorato in precedenza alla Bce) hanno il difficile compito di risolvere i problemi di una banca in difficoltà che ad ottobre 2018 vale 450 milioni di euro dopo tre aumenti di capitale per un totale 2,1 miliardi di euro bruciati in quattro anni, con un patrimonio totale sotto i livelli stabiliti dalla Bce (12% contro il 13,125% per quanto il Cet1 sia sopra i requisiti di Vigilanza) che entro fine anno dovrà presentare alla Bce un nuovo piano di rilancio.
A novembre viene annunciato un importante piano di rafforzamento patrimoniale che si svolgerà in due fasi: emissione di un bond subordinato Tier 2 per 320 milioni di euro (contro i 200 attesi dalle voci di mercato) e successivo aumento di capitale da 400 milioni, nella primavera 2019, che assorbirà l'obbligazione subordinata. Tale piano di rafforzamento patrimoniale vede il coinvolgimento di tutte le banche italiane attraverso il FITD (fondo interbancario di tutela dei depositi) e l'assenza dell'azionista di riferimento Malacalza che non sottoscrive l'obbligazione subordinata.
Nei giorni successivi all'annuncio, la capitalizzazione di mercato dell'istituto ligure scende sotto la soglia dei 100 milioni di euro.
All'assemblea degli azionisti del 22 dicembre 2018, convocata per approvare l'aumento di capitale di 400 milioni concordato con la Banca Centrale Europea, Malacalza si astiene, facendo venir meno il quorum necessario: tale mossa equivale ad una bocciatura del piano Modiano-Innocenzi, gettando l'istituto in una situazione di forte incertezza; rassegnano le dimissioni i consiglieri Lucrezia Reichlin e Raffaele Mincione. All'assemblea era rappresentato circa il 40% del capitale sociale.

### Il commissariamento e la garanzia dello Stato
Con le dimissioni della maggioranza del CdA, dal 2 gennaio 2019 la banca è in amministrazione straordinaria e la BCE nomina commissari Fabio Innocenzi, Pietro Modiano e Raffaele Lener, docente di diritto bancario e societario; viene nominato anche un comitato di sorveglianza composto da Gian Luca Brancadoro, Andrea Guaccero e Alessandro Zanotti. Si tratta del primo caso in Italia in cui la Banca Centrale Europea ha disposto l'amministrazione straordinaria di un istituto di credito, in base ai poteri di vigilanza sugli istituti di maggiore dimensione.
Inoltre, sempre dal 2 gennaio 2019 la Consob ha sospeso le azioni Carige dalle contrattazioni.
Con Decreto Legge 1/2019, il governo stanzia 3 miliardi di euro a titolo di garanzia sulle obbligazioni che Carige andrà a emettere fino al 30 giugno 2019: in cambio, Carige si obbliga a versare allo Stato una commissione per la garanzia prestata, pari allo 0.40% (0.50% se l'obbligazione eccede i 12 mesi) del valore dell'emissione sommato a un coefficiente che prende in considerazione i titoli CDS di titoli di Stato europei, italiani e di un paniere composto gruppi bancari europei.
Inoltre, destina al ministero dell'Economia e delle Finanze un miliardo per procedere a un'eventuale ricapitalizzazione di Carige da qui al 30 settembre 2019 e 300 milioni di euro per l'erogazione di liquidità di emergenza. Viene prevista l'applicazione del burden sharing in caso di sottoscrizione del capitale da parte dello Stato.
A febbraio del 2019 i commissari presentano il piano industriale 2019-2023 dal titolo "Riprendiamoci il futuro": prevede un maggiore aumento di capitale (lievita di 230 milioni, dai 400 previsti inizialmente a 630 milioni), la cessione di 2,2 miliardi di crediti deteriorati e il taglio di mille posti di lavoro e di 100 sportelli.
In una lettera del 9 maggio diretta ai dipendenti del gruppo, i commissari della banca hanno comunicato che, dopo una manifestazione di interesse iniziale, il fondo statunitense BlackRock ha rinunciato a partecipare al piano di ricapitalizzazione e salvataggio di Carige. La BCE ha prorogato oltre il 17 maggio il termine per l'esplorazione dei mercati e per la presentazione di un piano di consolidamento ("business combination"), dopo la cartolarizzazione a dicembre 2019 di Npl per 859,8 milioni di euro, e di ulteriori unlikely to pay per 365,8 milioni.

#### Il disastro Carige
Banca Carige ha bruciato da gennaio 2014 a dicembre 2018 quasi tutti i 2,210 miliardi di euro circa di ricapitalizzazioni messe in atto, perdendo il 98,3%. Nel dettaglio sono stati tre gli aumenti di capitale che si sono susseguiti in questi anni, rispettivamente per 850, 800 e 560 milioni.
Includendo anche l'ultimo aumento di capitale del dicembre 2019 per 700 milioni, il totale delle ricapitalizzazioni è arrivato a 2,910 miliardi.
In un contesto difficilissimo per tutte le banche con in media la perdita della metà del valore per le banche italiane, complice la crisi legata ai crediti deteriorati (Npl arrivati al 15% del totale dei crediti), in Carige i crediti cattivi sono arrivati al picco del 35%.

### Il salvataggio del FITD
Il 20 settembre 2019, il 91,04% degli azionisti presenti che rappresentavano il 47,6% del capitale complessivo della banca ha approvato il piano di salvataggio dei tre commissari. Non ha partecipato all’assemblea straordinaria la Malacalza Investimenti, azionista di maggioranza dell’istituto con il 27,5% delle azioni, favorendo così il piano di salvataggio.
La famiglia Malacalza, che ha investito negli anni 420 milioni di euro nella banca, vedrà la propria partecipazione diluirsi fino a un minimo del 2% se non parteciperà all’aumento. Sottoscrivendo il 27,5% degli 85 milioni di euro della tranche riservata ai soci attuali (investendo quindi ulteriori 23,3 milioni di euro) i Malacalza vedranno invece la partecipazione diluirsi fino a quasi il 5,1%. La partecipazione potrà poi risalire fino a poco meno del 5,9%, quando grazie ai warrant gratuiti previsti in ragione di uno ogni quattro titoli sottoscritti, potranno acquistare ulteriori azioni a sconto, con ulteriore esborso.
La ricapitalizzazione della banca viene strutturata e articolata tramite un aumento del capitale sociale per 700 milioni di euro, conclusasi a dicembre 2019 con le nuove azioni emesse a 0,001 euro, ripartito in tranche destinate rispettivamente per 313,2 milioni di euro allo Schema Volontario di Intervento (SVI) del Fondo Interbancario di Tutela dei Depositi (FITD) a fronte della “conversione” delle obbligazioni subordinate sottoscritte a novembre 2018, per 63 milioni a Cassa Centrale Banca (CCB) e per 85 milioni agli attuali azionisti della Banca in proporzione alla percentuale di capitale detenuta e infine per 238,8 milioni al FITD.
Verrà emesso inoltre un nuovo prestito subordinato classificabile come strumento di capitale Tier2 per 200 milioni, in relazione al quale sono già stati acquisiti impegni vincolanti da varie istituzioni finanziarie, private e pubbliche, per un importo complessivo superiore a quello previsto.
Cassa Centrale Banca (CCB) era destinata ad assumere un ruolo chiave nel futuro di Carige: alla banca trentina è stato infatti concessa da Svi e Fitd un’opzione di acquisto avente in oggetto la totalità delle azioni ordinarie di Carige detenute al termine dell’aumento di capitale. Tale opzione non esercitata da CCB lo era nel periodo compreso tra il 1º luglio 2020 e il 31 dicembre 2021.
Nell’accordo era previsto anche un bonus per i vecchi soci, ossia l’emissione di un warrant da assegnare gratuitamente agli attuali azionisti che avrebbero sottoscritto le azioni a loro riservate, in ragione di un warrant ogni quattro azioni nuove sottoscritte. Tali warrant avrebbero consentito l’acquisto di nuove azioni con uno sconto del 50% sul prezzo di mercato al momento dell’esercizio.
Del bond da 200 milioni, la metà doveva essere sottoscritto da CCB; 50 milioni dovevano andare ad Amissima, la società del fondo Apollo che ha acquisito il comparto assicurativo di Carige; 13 milioni erano destinati al Medio credito centrale; e 20 milioni al Credito sportivo e il resto ad altre istituzioni finanziarie.

#### La banca volta pagina
Dopo 13 mesi di commissariamento voluto dalla BCE, il 31 gennaio 2020 l'assemblea dei soci nomina il nuovo consiglio di amministrazione.
Il ruolo di presidente del Cda è affidato al reggiano Vincenzo Calandra Buonaura, professore universitario ed ex consigliere di Unicredit; vicepresidente è nominato Angelo Barbaruolo; il nuovo amministratore delegato è Francesco Guido (ex direttore generale di Banco di Napoli).
Sabrina Bruno, Lucia Calvosa, Paola Demartini, Miro Fiordi, Gaudiana Giusti e Francesco Micheli sono i consiglieri nominati dalla lista del FITD. Leopoldo Scarpa è il consigliere in quota Cassa Centrale Banca (azionista con poco più dell'8%). La famiglia Malacalza, che ha avviato una causa da 480 milioni, è scesa al 2% rispetto al precedente 27,5%. Gabriele Volpi è passato dal 9% allo 0,66%.
La priorità diventa il recupero della redditività dell'istituto e la prima operazione sarà la cessione di 600 quote della Banca d'Italia a Banca San Giorgio Quinto Valle Agno per 15 milioni.
Il 28 dicembre 2020 muore il presidente Vincenzo Calandra. Nel febbraio 2021 Giuseppe Boccuzzi è nominato presidente e Paolo Ravà vice. Entrambi sono proposti da Fitd, il Fondo interbancario per la tutela dei depositi. Sempre nello stesso mese emerge che nel bilancio 2020 del Fitd i salvataggi di Carige e Popolare di Bari pesano negativamente per 1,7 miliardi.

### Gruppo BPER Banca
Dopo gli accordi di inizio anno, il 3 giugno 2022, BPER Banca acquisisce dal Fitd e da Schema Volontario di intervento (Svi) il 79,418% di Banca Carige a un euro, con la ricapitalizzazione per 530 milioni a carico dei cedenti. BPER ha annunciato il lancio dell'OPA obbligatoria per acquistare il 20,582 non ancora detenuto a 0,80 € per azione ordinaria in modo da poter procedere successivamente alla fusione per incorporazione, e dell'OPA volontaria sulle azioni di risparmio.
Nel giugno 2022, nell'ambito del processo di acquisizione della quota di maggioranza di Banca Carige da parte di BPER Banca, quest'ultima ha sottoscritto un accordo con il Banco di Desio e della Brianza a cui cederà due rami d'azienda concernenti quaranta sportelli bancari di Banca Carige e otto del Banco di Sardegna per prevenire eventuali procedimenti antitrust.
Il 15 giugno 2022, l'assemblea dei soci ha rinnovato il consiglio di amministrazione composto da nove membri e l'ha autorizzato a chiudere mediante una transazione le azioni di responsabilità verso l'ex amministratore delegato Piero Luigi Montani, divenuto amministratore delegato della controllante Bper, e l'ex presidente Cesare Castelbarco Albani, avviate quando la famiglia Malacalza era l'azionista di riferimento. Il consiglio di amministrazione ha inoltre nominato come nuovo direttore generale Matteo Bigarelli, chief strategy officer di Bper per procedere alla fusione nella capogruppo entro l'anno.
Nel luglio 2022 l'agenzia di rating Moody's ha tagliato l'outlook da stabile a negativo, insieme ad altri 13 istituti finanziari italiani.
La banca cessa le sue attività a seguito della fusione per incorporazione in BPER Banca il 28 novembre 2022.
Nel 2022 la banca ha aperto a Genova i primi ATM che dispongono di un collegamento video remoto con i consulenti dell'istituto, finalizzato a "concludere qualunque tipo di contratto, dai finanziamenti agli investimenti, all’apertura di conti correnti".

## Controversie giudiziarie
- Nel febbraio 2017 l'ex presidente Giovanni Berneschi è condannato dal tribunale di Genova a 8 anni e 2 mesi di reclusione (insieme a lui sono condannate altre persone del gruppo bancario) per una maxi-truffa ai danni del ramo assicurativo. Secondo l'accusa, il ramo assicurativo acquistava dalla banca immobili e quote societarie di imprenditori compiacenti a prezzi gonfiati grazie a perizie artefatte e le plusvalenze investite in Svizzera o in Lussemburgo.[47] Nel luglio 2018 la Corte d'Appello ha aumentato la condanna a 8 anni e 7 mesi.[48] Al processo Berneschi si è difeso: «Sto pagando per la mia posizione contro la Banca d'Italia nel 2013».[49] Nell'ottobre 2019 la Cassazione ha annullato la sentenza di condanna di secondo grado su Berneschi e altri perché l'eventuale reato di riciclaggio, il più grave tra quelli contestati, sarebbe stato commesso a Milano. Quindi il processo è da rifare a Milano.[50] Nel maggio 2021 Berneschi patteggia una pena di 2 anni e 10 mesi. Per i "crediti facili" e le operazioni sul settore delle polizze che hanno provocato buchi miliardari confiscati 21,9 milioni.[51]
- Nel dicembre 2018 il tribunale di Genova ha bocciato la richiesta di Banca Carige, avanzata all'epoca della presidenza di Vittorio Malacalza, di risarcimento danni nei confronti dell'ex presidente Cesare Castelbarco Albani, dell'ex amministratore delegato Giampiero Montani, della compagnia Amissima e del fondo Apollo.[52] Al centro della vicenda la vendita delle compagnie Carige Assicurazioni e Carige Vita per 310 milioni alle società controllate da Apollo, nonché l'offerta del fondo americano sugli Npl e per un aumento di capitale da 550 milioni di euro.[53]
- A seguito dell'aumento di capitale sociale da 700 milioni del 2019, il precedente azionista di riferimento Vittorio Malacalza (ora diluito al 2%) promuove un'azione legale contro Fitd, Svi, Ccb e Carige chiedendo un risarcimento di 482 milioni di euro. L'accusa è di avere subito un "Trasferimento forzoso di ricchezza" dai vecchi soci (che non avevano diritto di opzione) a favore dei nuovi.[54] Tale richiesta è stata rigettata dal tribunale di Genova, essendo riconosciuta "la piena legittimità dell'aumento di capitale".[55]

## L'ex Gruppo Carige
Componeva il gruppo, oltre all'ex capogruppo Banca Carige anche Banca del Monte di Lucca e Banca Cesare Ponti - Private Banking. Nei mesi di novembre e dicembre 2015 le due controllate Cassa di Risparmio di Savona e Cassa di Risparmio di Carrara sono state fuse nella capogruppo per incorporazione. A dicembre 2017 l'80,1% di Creditis Servizi Finanziari (società specializzata nel credito al consumo), è stata ceduta a Chenavari Investment Managers per 80,1 milioni di euro.

### Bilancio
| Bilancio      | Bilancio   | Bilancio | Bilancio            |
| Quantità      | Tipologia  | Dati al  | Dati da             |
| ------------- | ---------- | -------- | ------------------- |
| ca. 1.000.000 | clienti    | 31/12/16 | Bilancio annuale    |
| ca. 55.000    | azionisti  | 31/12/16 | Libro soci          |
| 4.385         | dipendenti | 30/06/18 | Bilancio semestrale |

| Principali voci di bilancio | Principali voci di bilancio | Principali voci di bilancio | Principali voci di bilancio |
| Quantità (euro x 000.000)   | Tipologia                   | Dati al                     | Dati da                     |
| --------------------------- | --------------------------- | --------------------------- | --------------------------- |
| 17.062                      | Raccolta diretta            | 30/06/18                    | Bilancio semestrale         |
| 21.799                      | Raccolta indiretta          | 30/06/18                    | Bilancio semestrale         |
| 38.860                      | Totale AFI                  | 30/06/18                    | Bilancio semestrale         |
| 15.266                      | Crediti verso clientela     | 30/06/18                    | Bilancio semestrale         |

## Capitale sociale
Dal 20 dicembre 2019 il nuovo capitale sociale della banca, al termine dell'aumento di capitale da 700 milioni, è pari a 1.915.163.696,00 di euro, suddiviso in 755.265.881.015 azioni ordinarie e 25.542 azioni di risparmio.

## Azionariato
Al 3 giugno 2022 l'azionariato comunicato alla Consob è il seguente:
- BPER BANCA - 79,418%

## Filiali
| Liguria        | Filiali Banca Carige             | 188 |
| Liguria        | Filiali Banca Cesare Ponti       | 1   |
| Emilia-Romagna | Filiali Banca Carige             | 15  |
| Lazio          | Filiali Banca Carige             | 29  |
| Lombardia      | Filiali Banca Carige             | 51  |
| Lombardia      | Filiali Banca Cesare Ponti       | 1   |
| Marche         | Filiali Banca Carige             | 3   |
| Piemonte       | Filiali Banca Carige             | 40  |
| Puglia         | Filiali Banca Carige             | 9   |
| Sardegna       | Filiali Banca Carige             | 11  |
| Sicilia        | Filiali Banca Carige             | 49  |
| Toscana        | Filiali Banca Carige             | 47  |
| Toscana        | Filiali Banca del Monte di Lucca | 20  |
| Umbria         | Filiali Banca Carige             | 2   |
| Valle d'Aosta  | Filiali Banca Carige             | 1   |
| Veneto         | Filiali Banca Carige             | 37  |
| Totale         | Totale                           | 504 |